# Dochia, Neamț
Dochia este satul de reședință al comunei cu același nume din județul Neamț, Moldova, România.
Prima atestare documentară apare în 1864 când s-a înființat comuna Bahna și a inclus satele Dochia si Bălușești.  
În anul 1880 s-a înființat comuna Dochia care a fost apoi inclusă în comuna Girov la reforma administrativă din 1968.  
În anul 2003, prin legea 261 s-a reconstituit comuna Dochia pe actualul amplasament.  
În prezent comuna, face eforturi de accelerare a dezvoltării locale odată cu reconstituirea instituțională. 

## Poziția geografică
Comuna Dochia se află în partea de Subcarpați ai Moldovei, subdiviziunea Depresiunii Cracău – Bistrița pe o lungime de circa 50 Km și o lățime de 20 Km. Structura deluroasă este puțin accidentată cu rare înalțimi semnificative ( Movila Icasului 897 m ).
Cu o suprafață de 3.120,87 ha, este situată în zona centrală a județului Neamț, la limita vestică a dealurilor Moldovei. Acestă comună se întinde pe cursul inferior al râului Cracău cu care se mărginește la vest și poate constitui un factor decisiv de atractivitate economică în contextul aplicării conceptului de dezvoltare durabilă.

## Limite geografice
- la Nord comuna Ștefan cel Mare cu limita prin DN 15B (Piatra Neamț – Roman) (2100 m) și comuna Bărgăuani între tarlalele Valeni și Grădiște (5183 m)
- la Est Comuna Mărgineni, delimitare terestră pe dealul Itrinești, dealul Bălușești și dealul Mărgineni (5018 m)
- la Sud orașul Roznov (satul Slobozia), delimitare terestră pe dealul Troița, tarlaua “la Perdelele” și Groapa Lupului (6 057 m)
- la Vest Comuna Săvinești, delimitare naturala prin albia Râului Cracău, tarlaua Călimani și comuna Girov

## Linii de comunicație
- la Vest, DJ157H (neasfaltat) spre Comuna Girov, 10 km, de unde drumul se poate continua spre Piatra Neamț ( DN 15B, 12 km), Roman ( DN 15B, 35 km ), Hanul Ancuței ( DJ 208G, 23 km)
- la Est, DJ157H (neasfaltat) 8 km până la Itrinești
- la Sud, pe DC109 (2 km) se ajunge la DJ 157 spre Piatra Neamț (12 km) și spre Roman (35 km) prin Mărgineni